# Neochelonia minschani
Neochelonia minschani là một loài bướm đêm thuộc phân họ Arctiinae, họ Erebidae.